# Сабалис, Иосиф Рафаилович
Иосиф Рафаилович Сабалис (лит. Juozas Sabalis, 1860 — ?) — крестьянин, депутат Государственной думы I созыва от Ковенской губернии.

## Биография
Литовец по национальности, католик по вероисповеданию. Крестьянин Опотской волости Вилькомирского уезда Ковенской губернии. Обучался в Либавской гимназии, при гимназии сдал экзамен на звание Аптекарского ученика. Провёл 3 года в Тельшевской римско-католической духовной семинарии, но не окончил курса.  Земледелец. С 1901 года состоит председателем Опотского волостного суда. Состоял в Литовской национально-демократической партии. Своё участие в Думе объяснял требованием созыва новой Думы на основании четырёхчленной формулы (всеобщее, равное, прямое, тайное голосование).
26 марта 1906 избран в Государственную думу I созыва от общего состава выборщиков Ковенского губернского избирательного собрания. Вошёл в Литовскую группу в составе группы Автономистов. Поставил свою подпись под законопроектом «О гражданском равенстве».
Дальнейшая судьба и дата смерти неизвестны.